# Erik S. Reinert

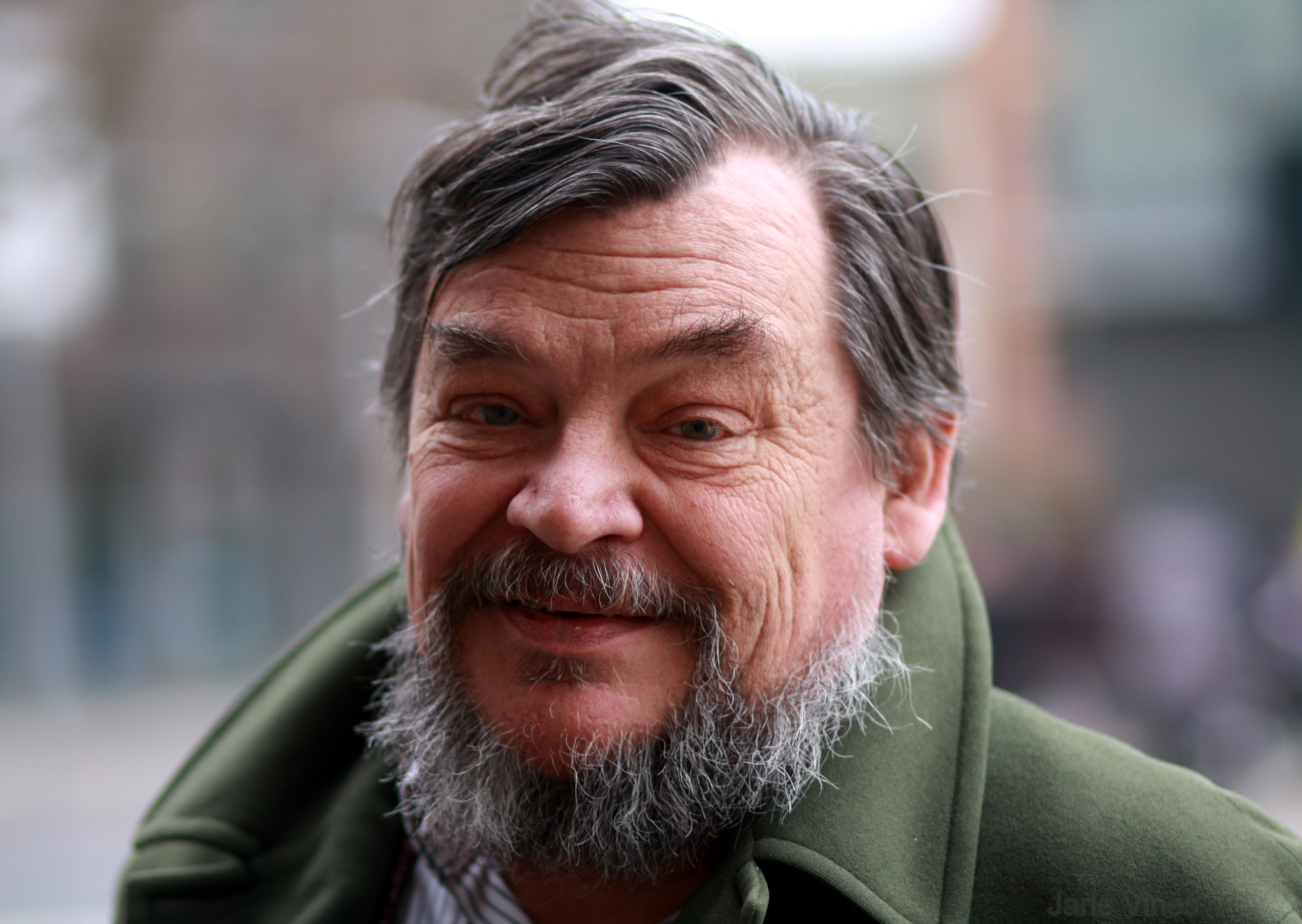
Erik S. Reinert

Erik Steenfeldt Reinert (nacido el 15 de febrero de 1949) es un economista noruego especializado en economía del desarrollo e historia económica.

## Biografía
Reinert nació en Oslo, asistió a la Universidad de St. Gallen en Suiza (donde estudió economía), la Universidad de Harvard (MBA), y la Universidad de Cornell (Ph.D.). Habiendo ya iniciado sus estudios, pasó un tiempo en América Latina, trabajando en un proyecto de desarrollo comunitario en los Andes peruanos así como en la industria privada. En 1972 fundó, y más adelante desarrolló, una pequeña empresa industrial, relacionada con toma de muestras de color para las industrias de pintura y automoción, en Bérgamo, Italia. Si añadimos plantas de producción tanto en Noruega como en Finlandia, la compañía se había convertido en la más grande de su clase en Europa cuando Reinert la vendió en 1991.
Reinert luego trabajó para el grupo STEP en Oslo (1991-1995) y más tarde se convirtió en Director de Investigación de la Norsk Investorforum, think tank creado por las grandes empresas de Noruega (1995-2000). También ocupó un puesto a tiempo parcial en EL Centro para el Desarrollo y el Medio Ambiente (SUMA), una institución de investigación establecida por la Universidad de Oslo. En el año 2000, con el apoyo de la economista venezolana Carlota Pérez se convirtió en el presidente Ejecutivo de la fundación «El Otro Canon», un centro y red sobre investigación en economía heterodoxa.
Desde 2004, es profesor de Governanza de Tecnología y Estrategias de Desarrollo en la Universidad Técnica de Tallin en Tallin, Estonia. Desde 2005, también desempeña la posición de Investigador Titular Asociado en el Instituto Noruego de Estudios Estratégicos de Oslo. Da conferencias en cinco idiomas.
Sus áreas de investigación y publicaciones se centran en torno a la teoría del desarrollo desigual y la historia del pensamiento económico y político. [cita requerida] Como consultor, Reinert pone énfasis en la política industrial y económica, los requisitos previos necesarios para las innovaciones y su gestión, y las relaciones entre la producción y el capital financiero. [cita requerida]
Las ideas de Reinert no son solamente controvertidas en los círculos libertarios y neoliberales de Noruega, sino también entre los marxistas. [cita requerida] Representantes de estos puntos de vista han cuestionado sus argumentos en la prensa diaria y desatado una polémica sobre el desarrollo económico nacional en Noruega. [cita requerida] Su libro más reciente La globalización de la pobreza: como se enriquecieron los países ricos y por qué los países pobres siguen siendo pobres (2007), ha tenido el efecto de elevar la discusión a nivel internacional, ya que también ha sido ampliamente revisado y discutido. De las reseñas solamente una, en Prospect Magazine, se mostró contraria y muchas - incluyendo las procedentes los países en desarrollo - fueron positivas. Incluso en aquellas publicaciones que generalmente se oponen a su trabajo como Martin Wolf en el Financial Times, han sido críticos pero han considerado el libro una importante contribución al debate. En 2008 Reinert recibió el premio anual Gunnar Myrdal por la mejor monografía en economía política evolutiva, y en 2010 era el único economista noruego invitado a la conferencia de apertura de Cambridge del Instituto de Nuevo Pensamiento Económico, financiado por George Soros.

## Selección de publicaciones
- Techno-Economic Paradigms: Essays in Honour of Carlota Perez (2009), co-ed. London: Anthem.
- How Rich Countries Got Rich and Why Poor Countries Stay Poor (2007), London: Constable. [En español:   Reinert, Erik S. (2007). La globalizacion de la pobreza: como se enriquecieron los paises ricos y por qué los paises pobres siguen siendo pobres. Crítica. ISBN 9788484329091.]

- The Origins of Economic Development. How Schools of Economic Thought have Addressed Development (2005), co-edited with KS Jomo. London: Zed / New Delhi: Tulika.
- Globalization, Economic Development and Inequality: An Alternative Perspective (2004), ed. Cheltenham: Edward Elgar.
- Ragnar Nurkse (1907–2007): Classical Development Economics and its Relevance for Today (2009), co-ed. London: Anthem.
- Ragnar Nurkse: Trade and Development (2009), co-ed. London: Anthem.

### Artículos descargables recientes
- "Development and Social Goals: Balancing Aid and Development to Prevent 'Welfare Colonialism'", United Nation Department of Economic and Social Affairs, DESA Working Paper No. 14, 2006. Portuguese translation in Oikos. Revista de Economía Heterodoxa 4(4), 2005, pp. 45–67. Download.
- "Evolutionary Economics, Classical Development Economics, and the History of Economic Policy: A Plea for Theorizing by Inclusion" (2006). Download. Archivado el 22 de junio de 2012 en Wayback Machine.
- "The Qualitative Shift in European Integration: Towards Permanent Wage Pressures and a ‘Latin-Americanization’ of Europe?" (with Rainer Kattel), PRAXIS Working Paper No. 17/2004. Download.
- "How Rich Nations got Rich. Essays in the History of Economic Policy" (2004). Download.
- "The Terrible Simplifers: Common Origins of Financial Crises and Persistent Poverty in Economic Theory and the new ‘1848 Moment’" (2009). Download.